# Феррейра да Силва, Жорже
Жорже Феррейра да Силва (порт.-браз. Jorge Ferreira da Silva; род. 14 декабря 1967, Карангола, Минас-Жерайс), более известен под своим футбольным именем Пальинья (порт. Palhinha) — бразильский футболист, атакующий полузащитник. Выступал за множество бразильских клубов, но более всего известен своей игрой за «Сан-Паулу», когда клуб выиграл чемпионат Бразилии, Кубок Либертадорес и дважды межконтинентальный кубок. Во время игры за «Сан-Паулу», Пальинья вызывался в сборную Бразилии, в составе которой провёл 19 матчей и забил 6 мячей.

## Достижения

### Командные
- Чемпион штата Сан-Паулу: 1992
- Обладатель кубка Либертадорес: 1992, 1993, 1997
- Обладатель Межконтинентального кубка: 1992, 1993
- Обладатель кубка Соединенных штатов: 1993
- Чемпион Бразилии: 1993
- Обладатель рекопа Южной Америки: 1992, 1993, 1994
- Обладатель Суперкубка Либертадорес: 1993
- Обладатель Кубка КОНМЕБОЛ: 1994
- Обладатель кубка бразильских чемпионов: 1994, 1995
- Чемпион штата Минас-Жерайс: 1996, 1997
- Обладатель кубка Бразилии: 1996
- Чемпион штата Риу-Гранди-ду-Сул: 1999
- Чемпион Перу: 2001

### Личные
- Лучший бомбардир чемпионата штата Сан-Паулу: 1992
- Лучший бомбардир кубка Либертадорес: 1992